# Swarm
Swarm je mise Evropské kosmické agentury zaměřená na průzkum a mapování zemského magnetického pole. Mise sestává ze tří identických satelitů umístěných na nízkých oběžných drahách podobných polární orbitě. Všechny tři satelity byly vyneseny společně raketou Rokot 22. listopadu 2013. Finálních oběžných drah dosáhly 17. dubna 2014.

## Popis
Tělo satelitů má tvar šestibokého hranolu přecházejícího ve čtyřboký hranol s lichoběžníkovým průřezem. Povrch družic je pokryt panely fotovoltaických baterií. K tělu je připojeno čtyřmetrové rameno s přístroji, které je jedinou pohyblivou částí družic. Celkové rozměry satelitů včetně ramene jsou 9,1 m × 1,5 m × 0,85 m. Startovní hmotnost každého ze satelitů činila 472 kg, z čehož 106 kg připadalo na palivo. Česká republika se na konstrukci podílela dodáním akcelerometrů vyvinutých Výzkumným a zkušebním leteckým ústavem v Praze.
Každý ze satelitů nese následující přístroje:
- skalární magnetometr ASM (Absolute Scalar Magnetometer) měřící celkovou intenzitu magnetického pole,
- vektorový magnetometr VFM (Vector Field Magnetometer) měřící sílu a směr magnetického pole,
- sledovač hvězd schopný určit orientaci satelitu v prostoru,
- EFI (Electric Field Instrument) měřící hustotu iontů a rychlost jejich proudění,
- přijímač GPS sloužící k určení přesné polohy satelitů,
- akcelerometr.

Všechny tři satelity obíhají po drahách s inklinací blízkou 90°, přičemž družice označované jako Alpha a Charlie obíhají ve formaci ve výšce 462 km, zatímco satelit Bravo obíhá ve výšce 510 km a jeho dráha se postupně odchyluje od orbity ostatních dvou satelitů. Dráha družic Alpha a Charlie musí být kvůli odporu atmosféry uměle udržována za pomocí pravidelných zážehů.

## Cíle mise
Účelem mise je co nejpodrobněji prozkoumat zemské magnetické pole a procesy hrající roli v jeho indukci. Swarm se tedy zaměří zejména na průzkum zemského jádra a procesů v něm probíhajících, magnetismu litosféry, vodivosti zemského pláště, elektrických proudů v ionosféře a magnetosféře a vlivu slunečního větru na svrchní vrstvy atmosféry.

## Průběh mise
Satelity byly na oběžnou dráhu vyneseny raketou Rokot, která odstartovala 22. listopadu 2013 ve 13:02 SEČ z kosmodromu Pleseck. Ve 14:33 došlo k oddělení satelitů od vrchního raketového stupně Briz-KM na dráhu ve výšce 490 km a o tři minuty později navázaly družice spojení se Zemí. Brzy po oddělení od raketového stupně došlo také k úspěšnému vyklopení ramen s magnetometry. Kvůli problémům se záložním magnetometrem u satelitu Charlie bylo rozhodnuto pozměnit plánované rozmístění satelitů a vyčlenit na vyšší oběžnou dráhu družici Bravo namísto satelitu Charlie. V únoru 2014 byla zahájena úprava oběžných drah, kdy satelity Alpha a Charlie cíleně snižovaly své oběžné dráhy, zatímco satelit Bravo cíleně stoupal. U všech družic také došlo k úpravám inklinace dráhy. Cílových oběžných drah bylo dosaženo 17. dubna 2014.